# Sufetula melanophthalma
Sufetula melanophthalma là một loài bướm đêm trong họ Crambidae.